# Lost (album de Camélia Jordana)
Pour les articles homonymes, voir Lost.
Albums de Camélia Jordana
Dans la peau
(2014) Facile x Fragile
(2021)
Lost est le troisième album studio de la chanteuse française Camélia Jordana, sorti le 9 novembre 2018. Il fait suite à l'EP homonyme, sorti en 2017 avec la collaboration de Laurent Bardainne.
Il reçoit la Victoire de l'album de musiques traditionnelles ou de musiques du monde lors des Victoires de la musique 2019.

## Liste des pistes
| No  | Titre          | Durée |
| --- | -------------- | ----- |
| 1.  | Do Not Choose  | 4:17  |
| 2.  | Dhaouw         | 4:03  |
| 3.  | Freestyle      | 4:07  |
| 4.  | Freddie Gray   | 6:40  |
| 5.  | Gangster       | 3:25  |
| 6.  | A Girl Like Me | 2:52  |
| 7.  | Empire         | 3:21  |
| 8.  | Inch Allah     | 1:11  |
| 9.  | Ena            | 2:50  |
| 10. | Animal         | 1:15  |
| 11. | Ignore         | 2:57  |
| 12. | Pas ton temps  | 4:44  |

## Classement hebdomadaire
| Classement (2018) | Meilleure position |
| ----------------- | ------------------ |
| France (SNEP)     | 129                |